# ماتییواتس
ماتییواتس (به صربی: Matijevac) یک منطقهٔ مسکونی در صربستان است که در ولادیمیرتسی واقع شده‌است. ماتییواتس ۷۵۰ نفر جمعیت دارد.